# Касательная индикатриса кривой
Касательная индикатриса — сферическая кривая строящаяся по данной гладкой регулярной кривой.
Эта конструкция используется в доказательствах теорем о вариации поворота, в частности теоремы Фенхеля и теоремы Фари — Милнора.

## Построение
Индикатрисa гладкой регулярной кривой {\displaystyle \gamma } есть кривая {\displaystyle \tau ={\tfrac {\gamma '}{|\gamma '|}}}.

## Свойства
- Касательная индикатриса является сферической кривой.
- Вариация поворота кривой гладкой регулярной кривой равна длине равен длине её касательной индикатрисы.